# Only You (And You Alone)
«Only You (And You Alone)», más conocida como Only You es una canción estadounidense compuesta en 1955 por Buck Ram y Ande Rand. La versión original es de The Platters, cantando como voz principal Tony Williams. 

## Historia
The Platters grabaron la canción por primera vez para Federal Records el 20 de mayo de 1954, pero la grabación no se publicó. En abril de 1955, después de firmar con Mercury Records, la banda volvió a grabar la canción y obtuvo un gran éxito cuando se lanzó en mayo. En noviembre de ese año, Federal Records lanzó la grabación original como sencillo (cara B - "You Made Me Cry") que se vendió mal. El bajista de Platters, Herb Reed, recordó más tarde cómo el grupo dio con su versión exitosa: "Lo intentamos muchas veces y fue terrible. Una vez estábamos ensayando en el auto... y el auto se sacudió. Tony se fue. 'O-oHHHH-solo tú.' Al principio nos reímos, pero cuando cantó esa canción, esa fue la señal de que habíamos dado con algo". Según Buck Ram, la voz de Tony Williams se "rompió" en el ensayo, pero decidieron mantener este efecto en la grabación. Esta fue la única grabación de Platters en la que el compositor y manager Ram tocó el piano.
La canción se mantuvo firme en la posición número 1 en las listas de R&B de Estados Unidos durante siete semanas y alcanzó el número cinco en la lista Billboard Hot 100. Permaneció allí durante 30 semanas, superando a una versión rival de The Hilltoppers. Cuando el sencillo "The Great Pretender" (que finalmente superó el éxito de "Only You"), se lanzó en el Reino Unido como la primera presentación europea de The Platters, "Only You" se incluyó como cara B. En la película de 1956 Rock Around the Clock, The Platters participaron con ambas canciones, "Only You" y "The Great Pretender".
The Platters volvieron a grabar una versión un poco más larga de la canción para Musicor Records en 1966, que aparece en el álbum I Love You 1,000 Times.

## Otras versiones
| - Louis Armstrong - Ray Conniff - Little Richard - Mina - James Brown - Perry Como - Ringo Starr - Luis Miguel - Alistair Griffin - Los Cinco Latinos | - Franck Pourcel - Bobby Hatfield - Reba McEntire - Shikao Suga - Diana Ross - Train - John Lennon - The Stylistics - Alfredo Sadel - Wayne Newton |

## Uso en medios
- Esta canción fue utilizada para el comercial de televisión colombiano de la crema de leche de Proleche.